# Galium saxatile
El galio de roca (Galium saxatile) es una planta herbácea perennifolia de la familia Rubiaceae. 

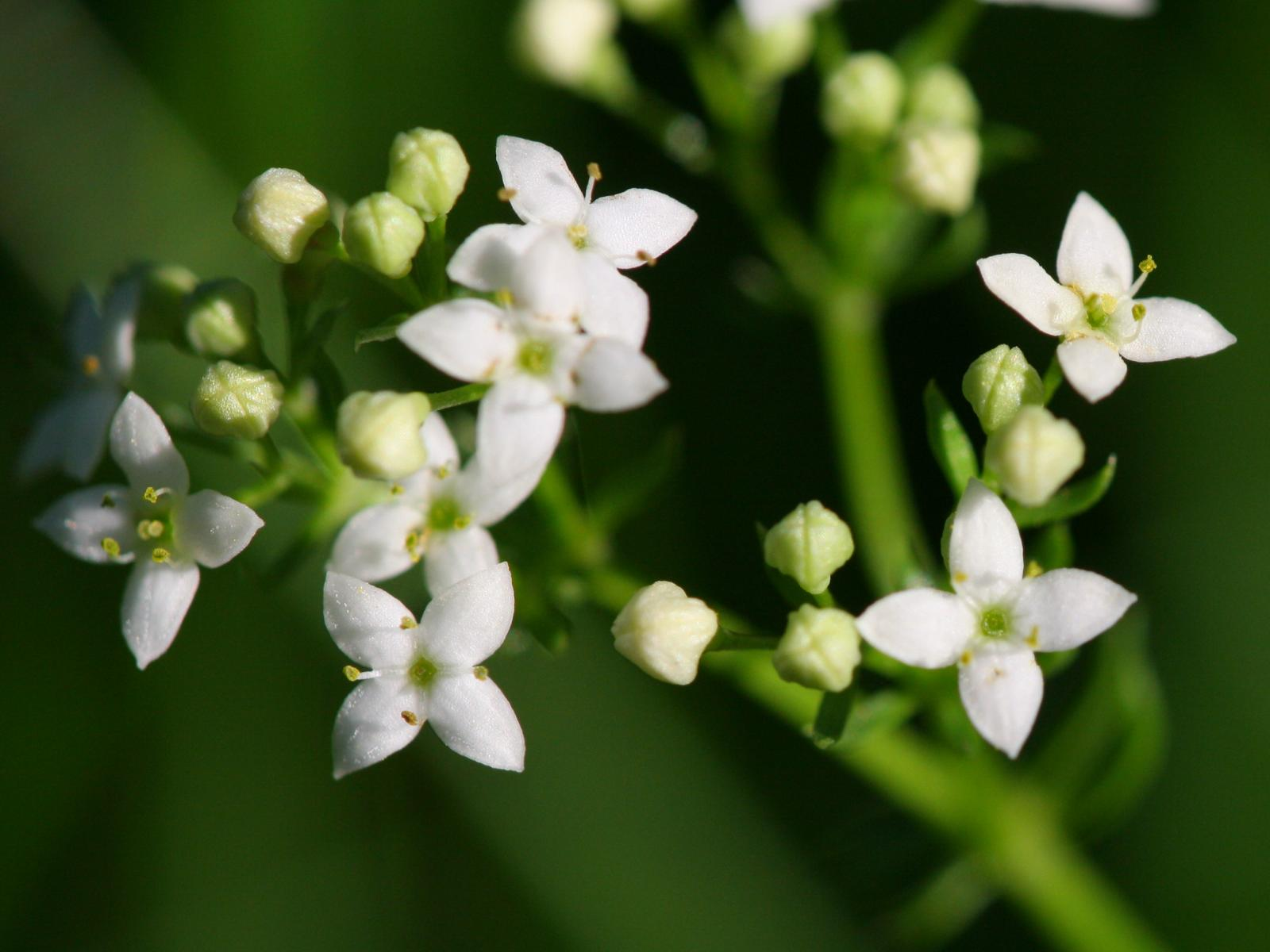
Detalle de las flores

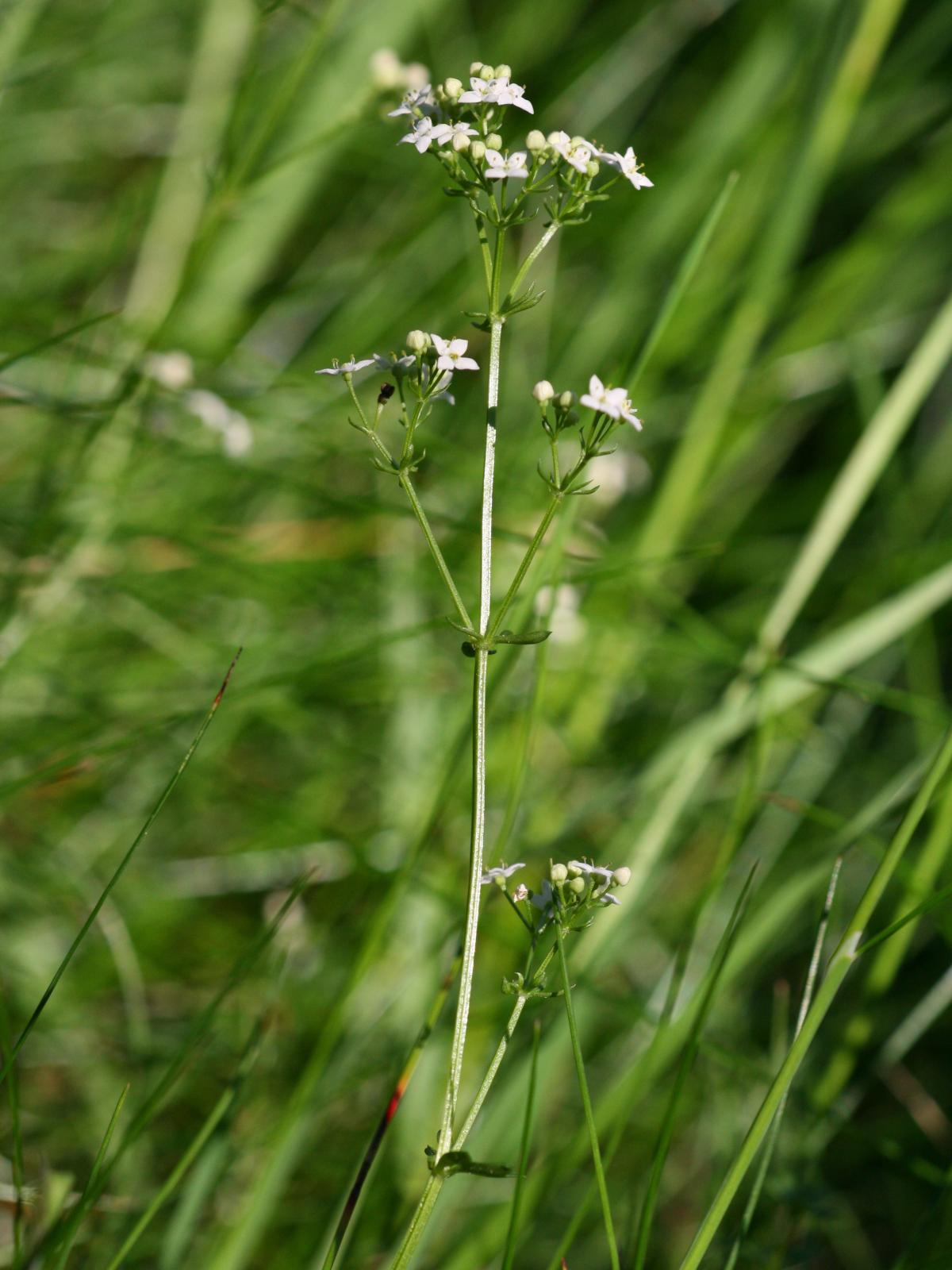
Detalle de las flores

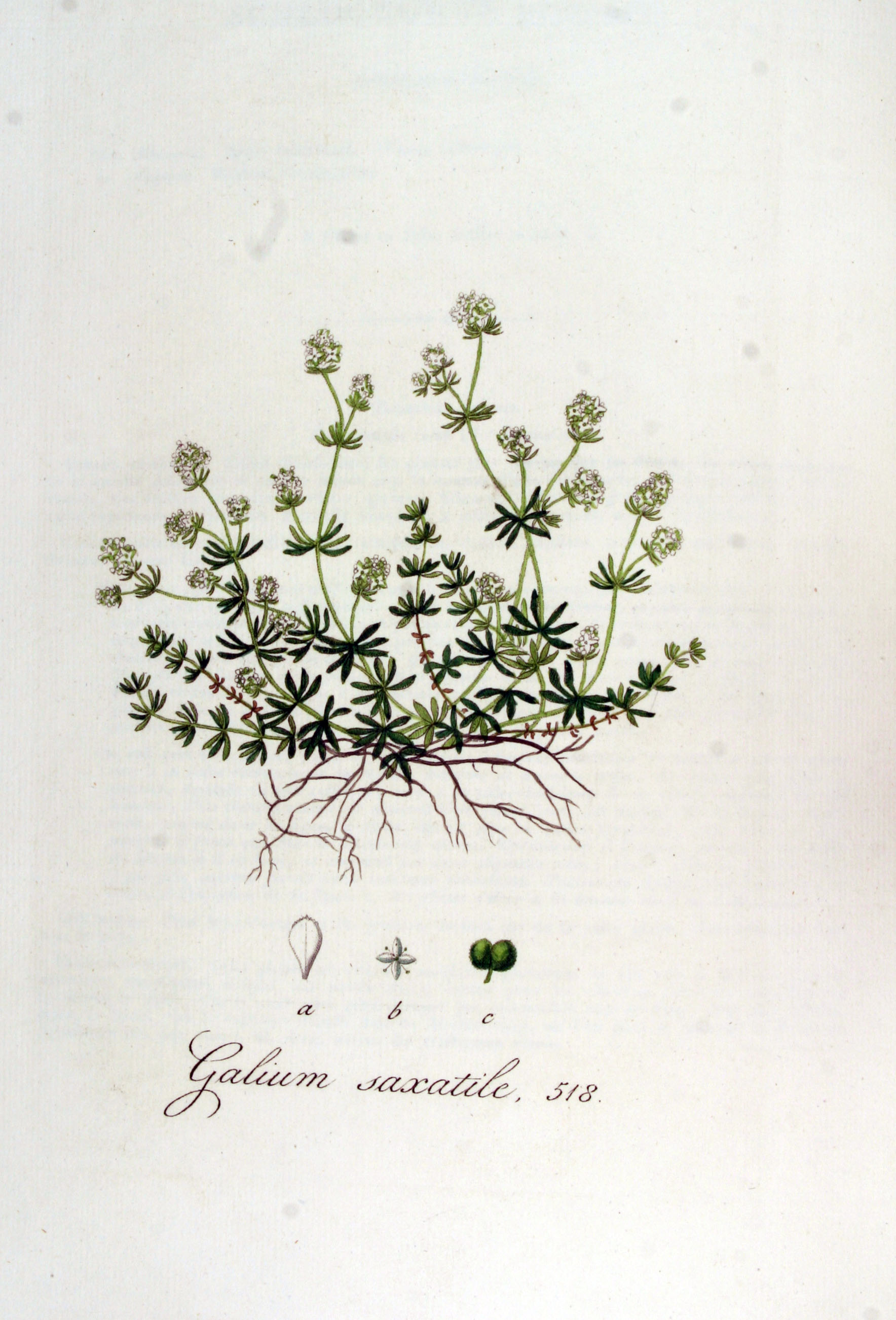
Ilustración de Flora Batava

## Descripción
Hierba perenne, densamente cespitosa, con estolones filiformes. Tallos ascendentes, de 8-20(-30) cm de longitud. Hojas dispuestas en fascículos de (5-)6-7(-8), de hasta 10(-15) x 2,5(-3) mm, las inferiores obovadas, las superiores oblanceoladas, bruscamente estrechadas en una punta hialina en el ápice, simples, enteras. Flores blancas dispuestas en cimas, corola tubular rematada en 4 lóbulos que forman una cruz; ovario situado por debajo del resto de las piezas florales. Fruto seco, densamente papiloso. Florece desde la primavera y en verano.

## Distribución
En gran parte de Europa, excepto Hungría, Islandia, Albania, Bulgaria, Grecia, Italia y Rumanía. Habita en brezales, pastos y maleza en suelos ácidos.
Frecuente en cervunales de las sierras interiores de la península ibérica.

## Taxonomía
Galium saxatile fue descrita por Carlos Linneo y publicado en Species Plantarum 1: 106, en el año 1753.
Etimología
Galium: nombre genérico que deriva de la palabra griega gala que significa  "leche",  en alusión al hecho de que algunas especies fueron utilizadas para cuajar la leche.
saxatile: epíteto latíno que significa "que crece entre las rocas".
Variedades aceptadas
- Galium saxatile var. saxatile
- Galium saxatile var. vivianum (Kliphuis) Ortega Oliv. & Devesa

Sinonimia
- Galium helveticum Weigel[6]

var. saxatile
- Galium harcynicum Weigel
- Galium hercynicum Weigel
- Galium hercynicum var. arvernense Rouy
- Galium hercynicum var. riparium Rouy
- Galium hercynicum var. transiens Rouy
- Galium montanum Huds.
- Galium montium J.F.Gmel.
- Galium ovatum Moench
- Galium pawlowskii Kucowa
- Galium procumbens Stokes
- Galium pulchellum Salisb.
- Galium riparium Rouy
- Galium saxatile var. hercynicum (Weigel) Nyman
- Galium tenuicaule Krock.[7]

var. vivianum (Kliphuis) Ortega Oliv. & Devesa
- Galium hercynicum subsp. vivianum Kliphuis
- Galium saxatile subsp. vivianum (Kliphuis) Ehrend.
- Galium vivianum (Kliphuis) Holub[8]